# Rhapsody in Bloom
Pour plus de détails, voir Fiche technique et Distribution.
Rhapsody in Bloom est un téléfilm de comédie romantique américain réalisé par Craig M. Saavedra, sorti en 1998.

## Fiche technique
Sauf indication contraire, les informations mentionnées dans cette section peuvent être confirmées par les bases de données cinématographiques IMDb et Allociné,  présentes dans la section « Liens externes ».
- Titre original : Rhapsody in Bloom
- Réalisation : Craig M. Saavedra
- Scénario : Eric Tuchman
- Musique : David Michael Frank
- Direction artistique :
- Décors : Cindy Coburn
- Costumes : Sharon Day
- Photographie : Wally Pfister
- Son : Yan Delpuech
- Montage : Mary Jo Markey et Lucyna Wojciechowski
- Production : Steven Felder et Craig M. Saavedra
  - Production déléguée : Richard Becker
  - Production associée : Oleg Danilov
- Sociétés de production : Becker Filmworks
- Sociétés de distribution : Starz! Movie Channel, Image Organization et Behaviour Entertainment
- Pays de production :  États-Unis
- Langue originale : anglais
- Genre : Comédie romantique
- Durée : 92 minutes
- Date de diffusion :
  - États-Unis : 2 janvier 1998

## Distribution
Sauf indication contraire, les informations mentionnées dans cette section peuvent être confirmées par les bases de données cinématographiques IMDb et Allociné,  présentes dans la section « Liens externes ».
- Penelope Ann Miller : Lilah Bloom
- Ron Silver : Mitch Bloom
- Craig Sheffer : Jack Safrenek
- Caroline Goodall : Debra Loomis
- Michael J. Ardevaas
- Mary Cadorette : la petite-amie de Debra
- Dan Castellaneta : Chelton
- Tony Devon : Roy
- Dan Lauria : M. Mishler
- Scott Patterson : Phil
- Wolfgang Puck : Barry
- Jamie Renée Smith : Ellen Bloom
- Katie Volding : Susie